# Aristida laevigata
Aristida laevigata är en gräsart som beskrevs av Albert Spear Hitchcock och Erik Leonard Ekman. Aristida laevigata ingår i släktet Aristida och familjen gräs.
Artens utbredningsområde är Kuba. Inga underarter finns listade i Catalogue of Life.